# Георг III
Гео́рг III (Георг Уильям Фредерик) (англ. George William Frederick, George III, нем. Georg III.; 24 мая (4 июня) 1738, Лондон — 29 января 1820, Виндзор) — король Великобритании и курфюрст (с 12 октября 1814 король) Ганновера с 25 октября 1760, из Ганноверской династии.
Долгое правление Георга III (59 лет — третье по продолжительности после царствования Елизаветы II и Виктории) ознаменовалось революционными событиями в мире: окончанием Семилетней войны, отделением от британской короны американских колоний и образованием США, Великой французской революцией и Наполеоновскими войнами. В историю Георг вошёл также как жертва тяжёлого психического заболевания, по причине которого над ним с 1811 года было установлено регентство.

## Титулы
В 1801 году Королевство Ирландия было упразднено, и объединённая страна стала именоваться не Королевством Великобритания, а Соединённым Королевством Великобритании и Ирландии (англ. United Kingdom); в этом же году Георг III, по условиям Амьенского мира, отрёкся от чисто формального титула «король Франции», который использовали все английские, а затем британские короли со времён Эдуарда III. В 1814 (когда Георг был уже неизлечимо болен и действовало регентство) статус Ганновера был поднят с курфюршества до королевства, соответственно, Георг III стал в этом году первым королём Ганновера.

## Происхождение

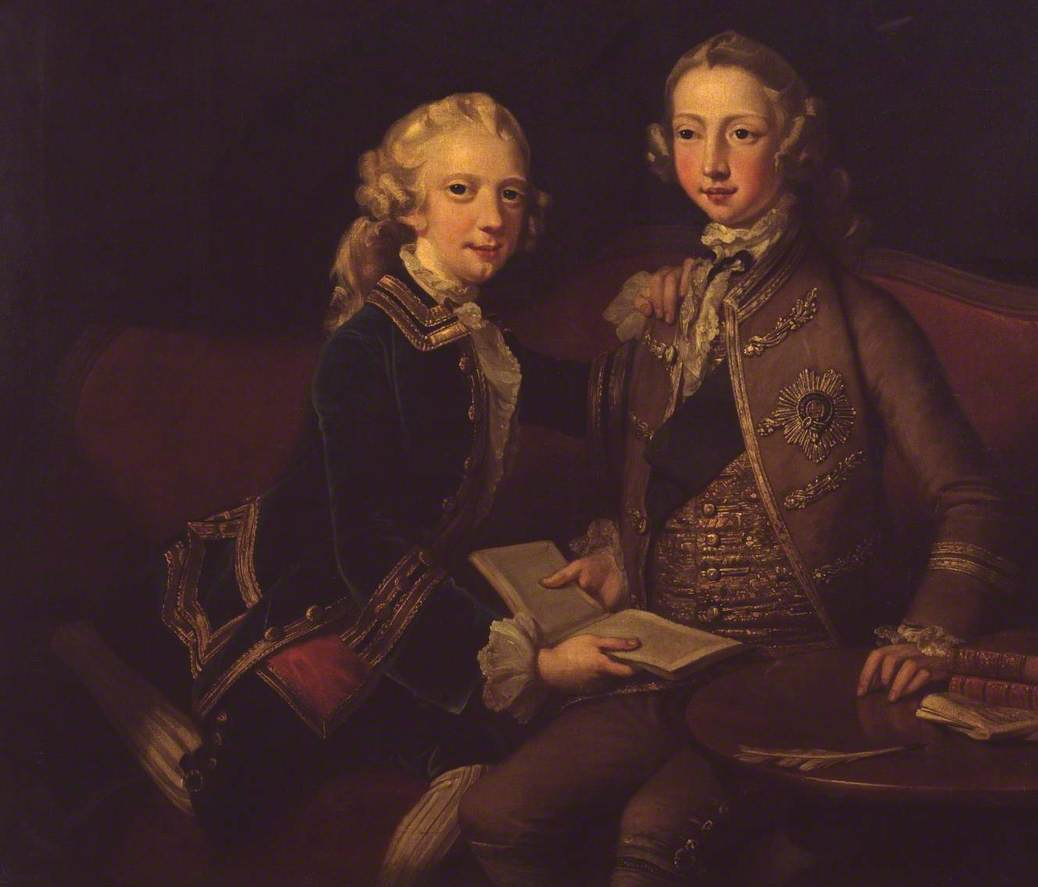
Георг III с братом Эдуардом на портрете Ричарда Уилсона (1749)

Георг родился в Норфолк-хаус на площади Сейнт-Джеймс. Он был внуком короля Георга II, старшим сыном Фредерика Льюиса, принца Уэльского, умершего при жизни отца в 1751 году, и принцессы Августы Саксен-Готской. Так как Георг родился на два месяца раньше срока, отчего считали, что он долго не проживёт, в тот же день он был крещён Томасом Секкером, ректором церкви Сейнт-Джеймс, епископом Оксфордским. Месяц спустя его публично крестили в Норфолк-хаус. Его крёстными были шведский король Фредрик I, которого представлял лорд Балтимор, дядя Фридрих III, герцог Саксен-Гота-Альтенбурга (его представлял лорд Карнарвон), двоюродная бабушка София Доротея Ганноверская, которую представляла леди Шарлотта Эдвин. Он был первым монархом Ганноверской династии, родившимся в Великобритании; в отличие от отца, деда и прадеда, английский язык для него был родным. В Германии он никогда не бывал. Он и все последующие британские монархи рождались исключительно в Британии.
Принц Георг рос здоровым, сдержанным и застенчивым ребёнком. Семья переехала на Лестер-сквер, где принц Георг и его младший брат Эдуард, герцог Йоркский и Олбани обучались у частных учителей. Принц к восьми годам мог хорошо писать и читать по-английски и по-немецки, а также отвечать на вопросы о политической ситуации своего времени. Он стал первым британским монархом, получившим систематическое образование. Кроме химии и физики, он изучал астрономию, математику, французский и латинский языки, историю, музыку, географию, коммерцию, агрономию, конституционное право, танцы, фехтование, верховую езду. Религиозное образование он получал в рамках англиканской церкви.
Король Георг II не любил принца Уэльского и в целом не интересовался своими внуками. Однако в 1751 году 44-летний наследник внезапно скончался от повреждения лёгких, и наследником стал его старший сын Георг, унаследовавший отцовский титул герцог Эдинбургский. Спустя три недели король Георг II присвоил внуку титул принца Уэльского.
На своё 18-летие весной 1756 года Георг получил от короля роскошный Сент-Джеймсский дворец. Но принц отказался от подарка, по наущению матери и лорда Бьюта, который в будущем займёт пост премьер-министра. Вдовствующая принцесса Уэльская предпочитала держать сына подле себя, чтобы внушать строгие моральные ценности.

## Брак

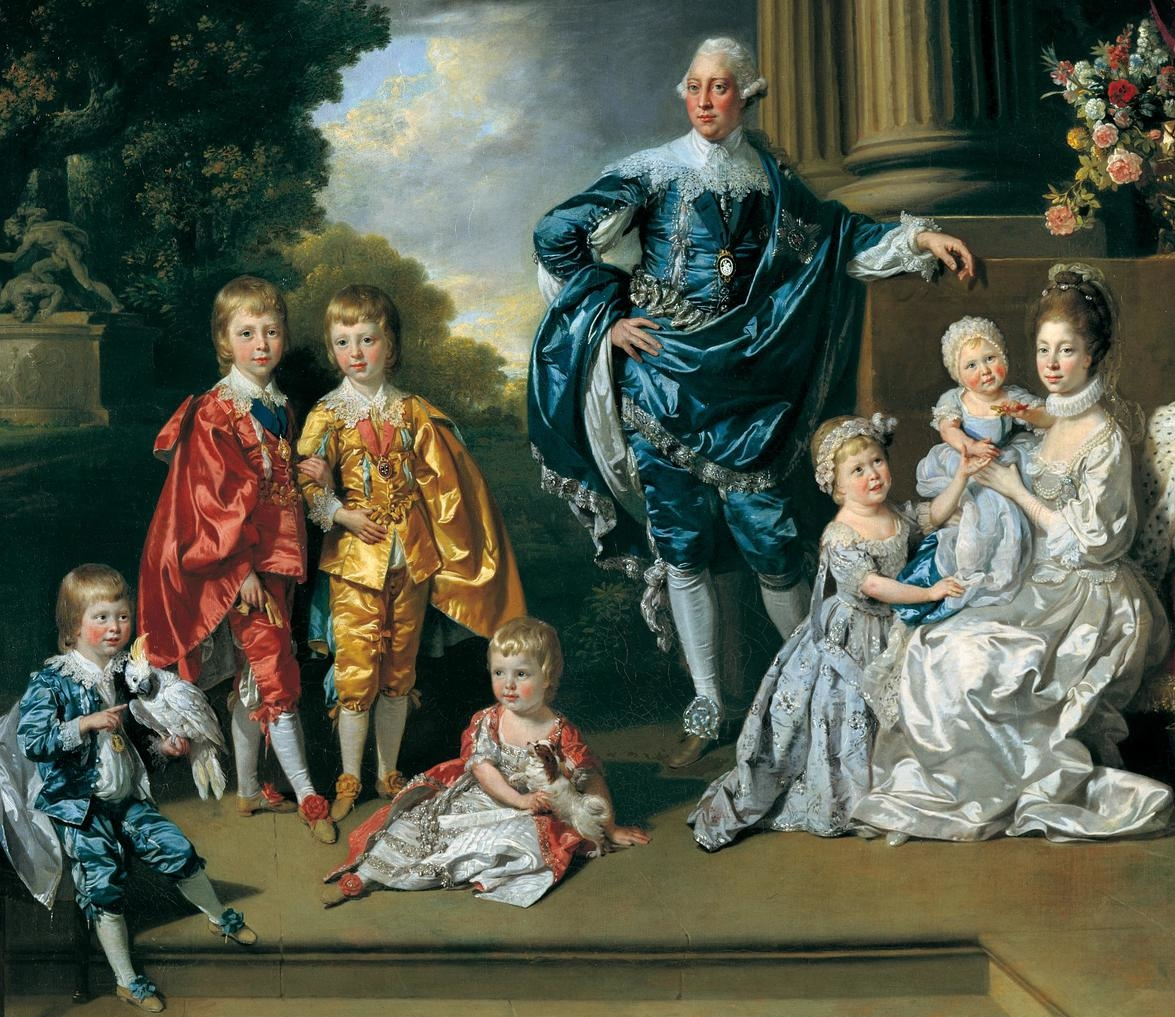
Король Георг III с королевой Шарлоттой и шестью их старшими детьми. Художник Иоганн Цоффани (1770)

В 1759 году Георг влюбился в леди Сару Леннокс, сестру Чарльза Леннокса, 3-го герцога Ричмонда, однако под воздействием лорда Бьюта Георг оставил мысли о браке. Он записал: «Я рожден для счастья или несчастья великой нации… отчего приходится поступаться своими страстями». Попытке женить принца на Софии Каролине Марии Брауншвейг-Вольфенбюттельской воспротивились сам король и его мать.
После внезапной кончины 25 октября 1760 года Георга II его власть перешла к его внуку — 22-летнему Георгу III. Молодому королю его мать и советники выбрали невесту в лице 17-летней принцессы Шарлотты Мекленбург-Стрелицкой, потому что она выросла в незначительном северогерманском герцогстве, отчего не имела интереса к политике и интригам. 8 сентября 1761 года, спустя 6 часов после прибытия в Англию, принцесса Шарлотта сочеталась браком с королём Георгом III. Церемонию в Королевской капелле Сент-Джеймсского дворца провёл архиепископ Кентерберийский Томас Секкер. На бракосочетании присутствовали лишь члены королевской семьи, приехавшие с принцессой из Германии, и несколько приглашённых гостей. 22 октября новобрачные были коронованы в Вестминстерском дворце. В отличие от деда и сыновей король Георг III не завёл любовниц, и семейная жизнь его была счастливой до возникновения проблем с психическим здоровьем. Спустя менее года после свадьбы, 12 августа 1762 года Шарлотта родила первенца, Джорджа, принца Уэльского. За годы супружества она позже родила ещё 14 детей, из которых только Октавий и Альфред не дожили до взрослого возраста.
Официальной резиденцией служил Сент-Джеймсский дворец. В 1762 году королевская чета переехала в приобретённый Букингемский дворец на западе Сент-Джеймсского парка. Сент-Джеймсский дворец остался официальной и церемониальной резиденцией. Король не любил дальних поездок и провёл жизнь в южной Англии. Ему нравились загородные прогулки, простой домашний быт, что шокировало привычных к строгому протоколу придворных.

## Политические события царствования
Воспитанный под руководством лорда Бьюта в антивигских принципах, молодой король немедленно по вступлении на престол (в 1760 году) решился сломить силу вигской партии. При помощи «друзей короля» Уильям Питт был отстранён от власти (1761), и результаты его политики были разрушены Парижским миром 1763 года. Однако некомпетентность лорда Бьюта отсрочила торжество торизма, и Георг вынужден был даже вновь допустить к власти вигов (министерство Рокингэма, 1766). Наконец Питт, возведенный в лорды с титулом графа Четэма и порвавший с вигами, согласился прийти на помощь королю; но нервное расстройство скоро принудило его удалиться, и во главе правления стал герцог Графтон, следовавший политике ослабления партий и усиления власти короны. В 1770 г. Георг, ещё не утративший своей популярности, назначил первым министром лорда Норта, который явился послушным орудием в руках короля.

### Американская революция

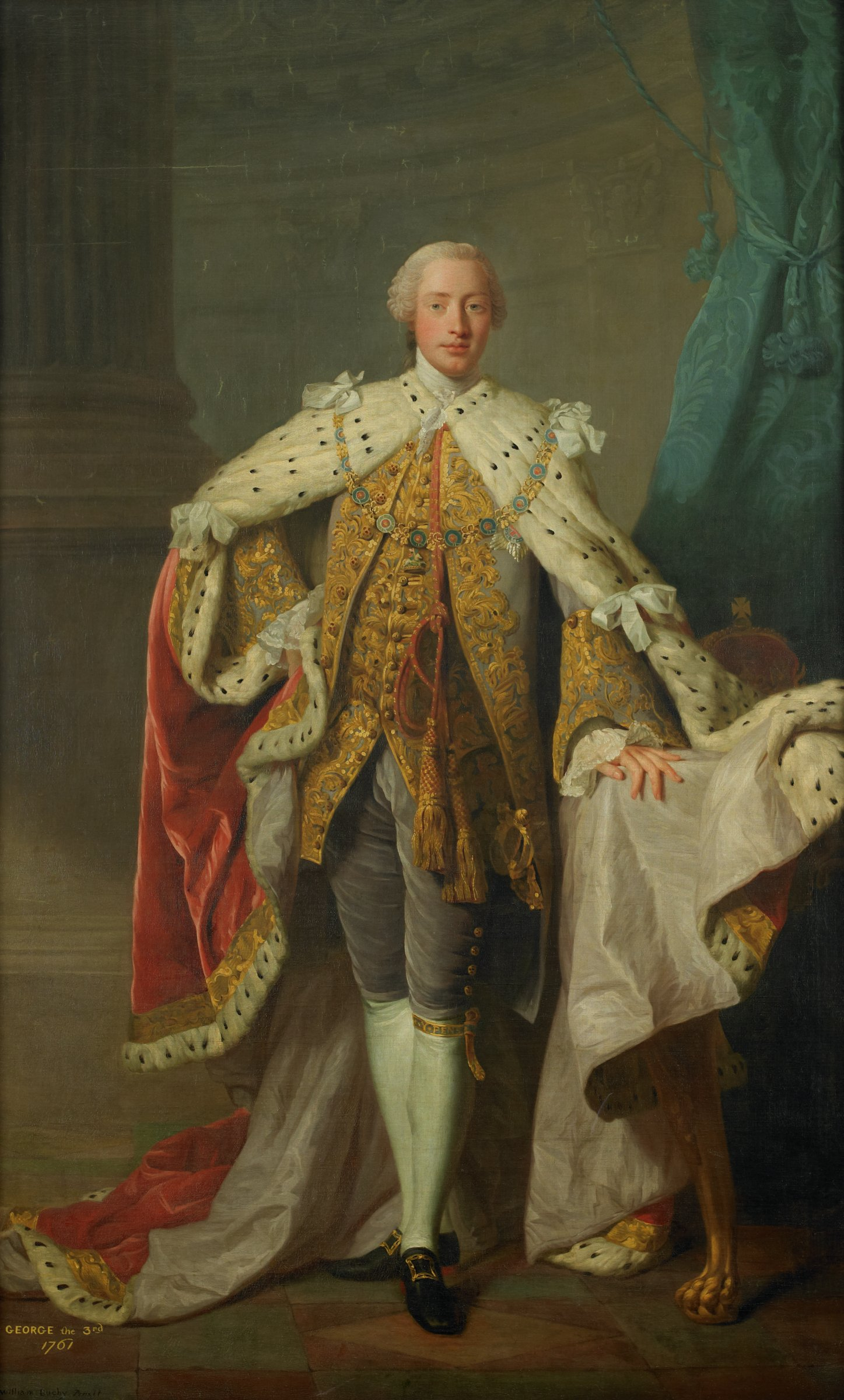
Георг III в коронационных одеяниях

Угодная королю политика репрессий в отношении американских колонистов была популярна в Англии, пока за объявлением войны не последовала капитуляция армии Бургойна в битве при Саратоге и вступление в войну Франции (1778). Норт хотел было отказаться от власти в пользу лорда Четэма, но Георг не захотел «владеть короной, находясь в кандалах». Возбуждение в обществе росло; в Америке неудача следовала за неудачей; дома недовольство масс нашло выражение в гордоновских бунтах (1780).

### Конфликт короны с парламентом
Деннинг предложил свои знаменитые резолюции относительно увеличения влияния короны. При посредстве лорда Терло Георг попытался было вступить в соглашение с оппозицией, но потерпел полную неудачу вследствие сдачи армии лорда Корнуоллиса. В марте 1782 г. Норт вышел в отставку. Ещё раз король попал под ненавистную ему власть вигов. Во время короткого второго министерства Рокингэма он вынужден был согласиться на признание американской независимости и хотя нашёл лорда Шелбэрна более уступчивым, но коалиция Фокса и Норта, образовавшаяся в 1783 г., вступила в управление с явным намерением сломить королевскую власть. Георг решился апеллировать к стране: посредством неконституционных личных угроз всем членам палаты лордов он добился того, что внесенный Фоксом билль о национализации Ост-Индской компании был отвергнут. Министры вышли в отставку и после того, как Питт Младший, новый первый министр, мужественно выдержал борьбу с большинством в палате общин, парламент был распущен (1784). Выборы констатировали полную победу короны над вигской олигархией. Последовал период значительного материального прогресса, в течение которого превосходное управление Питта снискало короне большую популярность. В 1788 г. король впервые подвергся умственному расстройству, но скоро выздоровел.

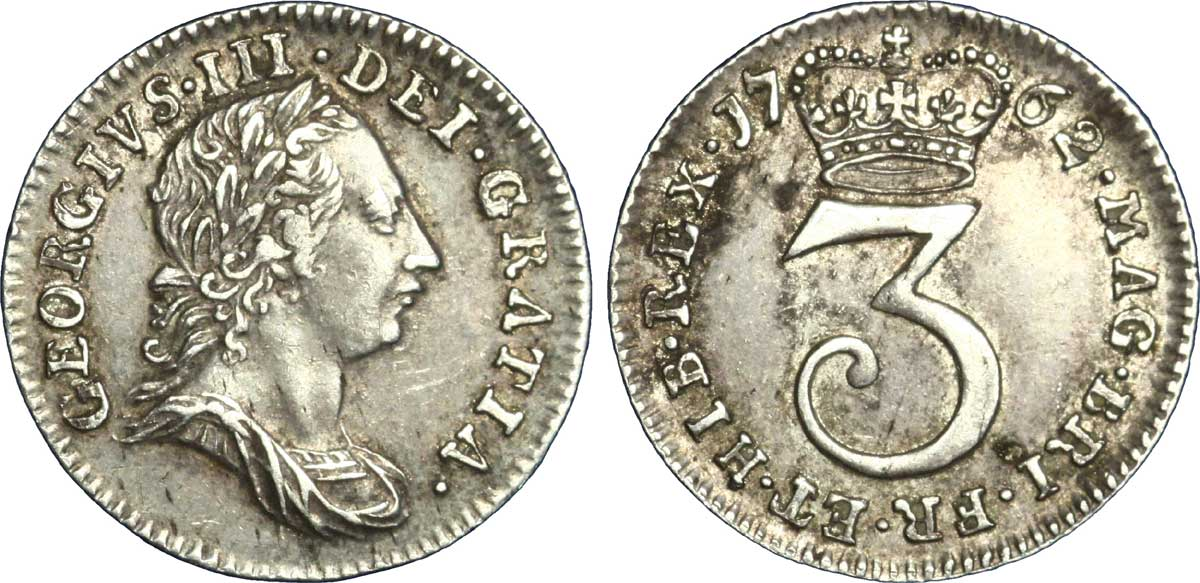
Профиль Георга III на монете в 3 пенса 1762 года

### Борьба с Францией

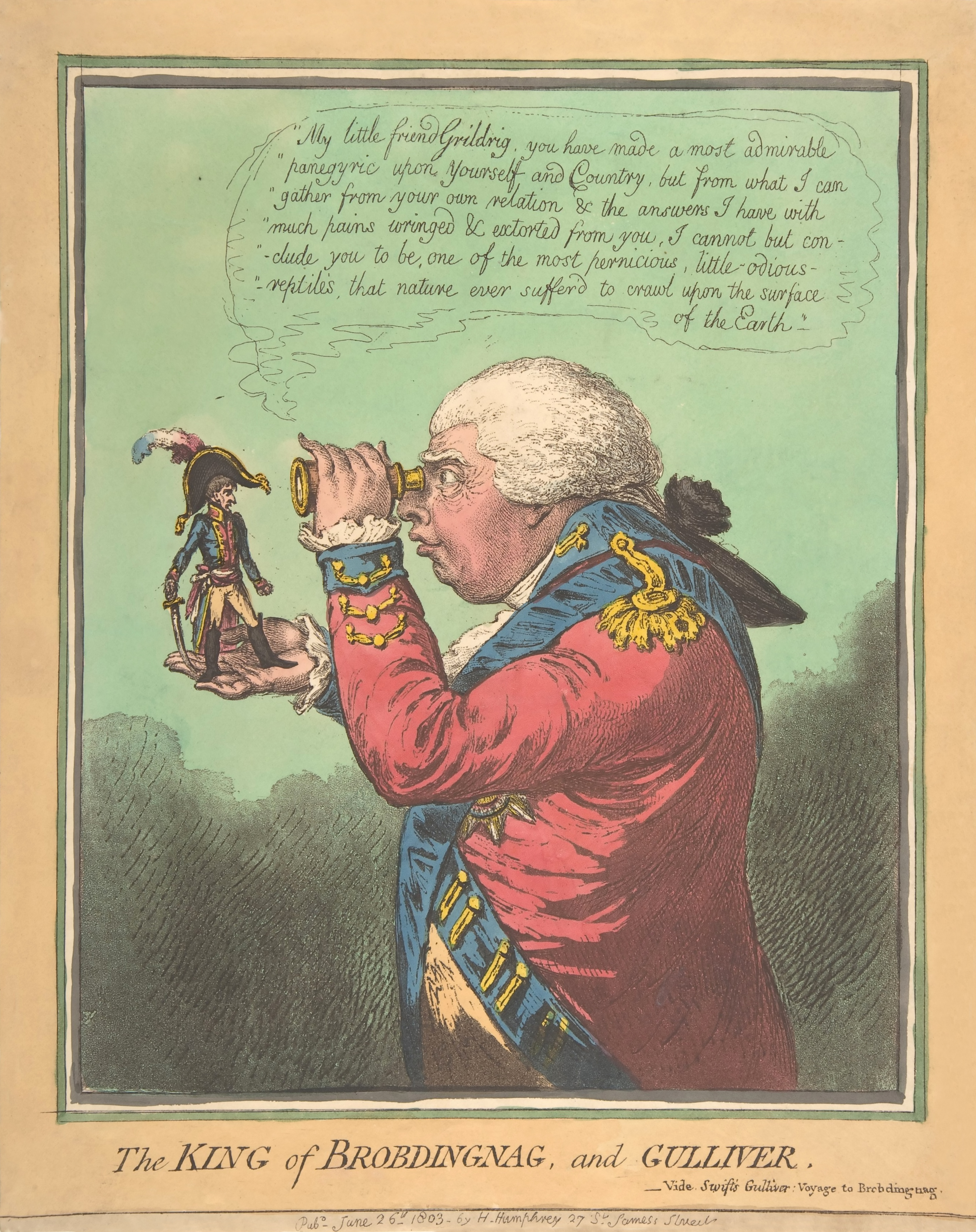
Георг III — «король Бробдингнега» смотрит в подзорную трубу на Бонапарта-Гулливера. Карикатура Джеймса Гилрея (ироническая по отношению к королю), 1803 год

Взрыв французской революции напугал большую часть даже недовольных королём вигов и склонил их оказать поддержку трону. С одобрения высших классов король и его министры вступили в борьбу с Францией, присоединившись к европейской коалиции. Бремя, наложенное этим на нацию, быстро сделало войну очень непопулярной, а вместе с ней и короля. Тем не менее война продолжалась. В Ирландии вспыхнуло восстание, которое Питт хотел потушить эмансипацией католиков; король не дал своего согласия на такую меру, ссылаясь на то, что это было бы с его стороны нарушением коронационной присяги, и, встретив твёрдую решимость министра, принужден был принять его отставку (март 1801 года). Георг во второй раз впал в безумие, но вскоре оправился. Преемник Питта, Аддингтон, заключил в марте 1802 года Амьенский мир, однако в мае 1803 года война снова была объявлена. Среди деятельных приготовлений к отражению французов король опять на некоторое время стал жертвой безумия. Неспособность Аддингтона надоела и парламенту, и народу, и они стали требовать возвращения к власти Питта. Были начаты переговоры. Питт хотел сформировать правительство на широких основаниях; но король не согласился включить в него Фокса, лично ему не нравившегося, и было образовано чисто торийское правительство. Борьба с Наполеоном продолжалась без большого успеха. Когда умер Питт-младший (1806), король вопреки своему желанию вынужден был призвать Фокса и Гренвиля как вождей «министерства всех талантов». Гренвиль, ослабленный смертью Фокса, попытался выдвинуть вновь притязания католиков в форме скромной меры облегчения офицерам доступа в армию и флот. Король потребовал от министерства отказа от билля. Министры повиновались, но вопреки желанию короля не отказались от права вновь поднять этот вопрос при более благоприятных условиях — и были уволены в отставку. Их место заняло министерство герцога Портленда, фактическим главой которого был Персиваль. Ненормальное состояние общества выразилось ещё раз в одобрении избирателями неконституционного образа действий короля (1807). Министерство, несмотря на ряд ошибок и неудач во внешней политике, не было низвергнуто, так как имело на своей стороне слишком значительное большинство; позже благодаря успешным действиям Веллингтона в Испании его положение сделалось ещё более прочным. В 1811 году король впал в безнадёжное помешательство и ослеп: управление страной перешло в руки принца-регента.

## Покушения
- 2 августа 1786 года — 36-летняя лондонская прачка Маргарет Николсон[англ.] пыталась зарезать Георга III во дворце Сент-Джеймс, когда тот выходил из своего экипажа. Однако ей не удалось осуществить задуманное (нож лишь повредил одежду). Позже Николсон была признана душевнобольной и пожизненно направлена в психиатрическую больницу Бедлам, где умерла 14 мая 1828 года в возрасте 78 лет[19][20].
- 15 мая 1800 года — участвовавший в Битве под Туркуэном, и после неё страдающий серьёзным психическим расстройством 29-летний отставной солдат Джеймс Хэдфилд[англ.], одержимый мыслью, будто от него зависит спасение мира, стрелял в Георга III в театре Друри-Лейн[21]. Нападение было совершено в момент, когда король прибыл на представление комедии «She Would and She Would Not», но пуля прошла мимо, попав в колонну недалеко от крыши королевской ложи. Хэтфилд был пожизненно помещён в лечебницу для душевнобольных, где и умер 23 января 1841 года в возрасте 69 лет[22].

## Болезнь и смерть

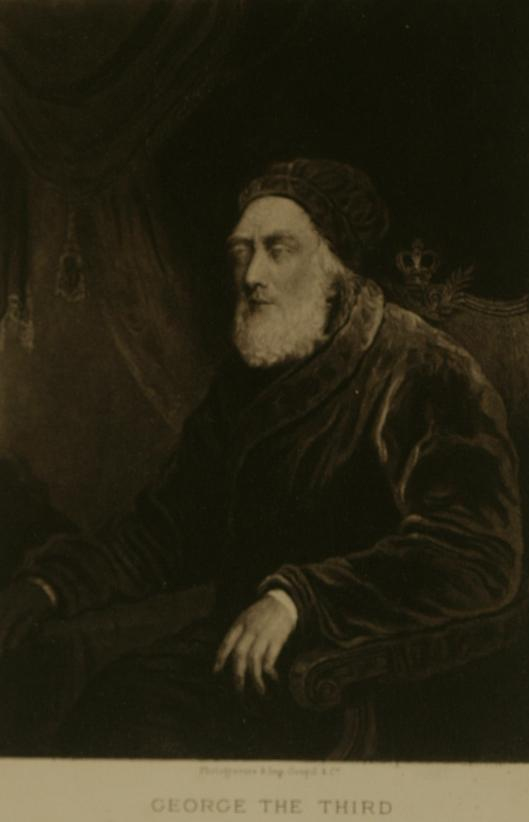
Ослепший Георг III в последние годы жизни

Когда в 1765 году у короля случился первый приступ душевной болезни, принцесса Августа и лорд Бьют держали королеву Шарлотту в неведении. Приступ физической и душевной болезни короля в 1788 году испугал королеву, она отказалась оставаться с ним одна и настояла на том, чтобы ей предоставили отдельную спальню. Есть мнение, что король страдал наследственной болезнью порфирией, хотя современные исследования указывают на слабость аргументов в пользу порфирии и других телесных болезней как первопричины его острых маниакальных приступов, а лингвистический анализ обширного эпистолярного наследия Георга скорее указывает на душевную болезнь. На фоне прогрессировавшей болезни короля между его женой и сыном-наследником возникло разногласие по вопросу регентства. Пользуясь биллем 1789 года, королева запретила впредь принцу Уэльскому самостоятельно навещать короля, даже когда весной 1789 года короля вновь признали вменяемым.
В 1810 году, на пике своей популярности, почти слепому от катаракты и страдающему ревматизмом королю Георгу стало значительно хуже. По его мнению, его безумие стало следствием стресса, вызванного смертью его младшей и любимой дочери Амелии. В 1811 году король Георг III был помещён под специальный надзор, согласно биллю 1789 года и жил уединённо в Виндзорском замке до конца своих дней. Королева Шарлотта редко навещала своего супруга из-за его агрессивного поведения. Считается, что она перестала видеться с ним после июня 1812 года, однако поддерживала супруга в его болезни, усугубляющейся с возрастом. Когда её сын принц-регент владел королевской властью, она была законным опекуном своего супруга с 1811 года до своей смерти в 1818 году. Из-за тяжести своей болезни король не мог понять, что она умерла. Он скончался слепым, глухим, хромым и безумным 14 месяцев спустя на 82-м году жизни, 29 января 1820 года, спустя 6 дней после смерти своего четвёртого сына Эдуарда Августа, герцога Кентского. Любимый его сын Фредерик, герцог Йоркский и Олбани находился при отце. Георг III был похоронен 16 февраля в Часовне Святого Георгия Виндзорского замка.
Георг III прожил 81 год и 239 дней, проправив 59 лет и 96 дней. Его жизнь и правление стали наиболее продолжительными в сравнении со всеми предшествующими и последующими британскими королями. Лишь королевы Виктория и Елизавета II прожили и правили дольше.

## Увлечения
Король и королева были знатоками немецкой музыки, поощряли немецких художников и композиторов. Они были страстными ценителями творчества Георга Фридриха Генделя. В апреле 1764 года 8-летний Вольфганг Амадей Моцарт с семьёй в рамках своего концертного тура приехал в Англию, где пробыл до июля 1765 года. 29 октября Моцарта вновь пригласили ко двору на празднование четвёртой годовщины вступления короля на престол.
Королевская чета покровительствовала мебельщику Уильяму Вайлу, мастеру по серебру Томасу Хермингу, ландшафтному дизайнеру Ланселоту Брауну, немецкому художнику Иоганну Цоффани. Любимцем Георга III был яркий представитель рококо в Великобритании — пастелист Фрэнсис Котс, он стал автором многочисленных парадных портретов и камерных семейных пастелей почти всех членов королевской семьи.

## Дети Георга III
| Имя                                                                               | Рождение         | Смерть           | Браки и дети |
| --------------------------------------------------------------------------------- | ---------------- | ---------------- | --- |
| Георг, принц Уэльский, впоследствии король Георг IV                               | 12 августа 1762  | 26 июня 1830     | женат 1795 на Каролине Брауншвейгской; одна дочь Шарлотта (умерла в 1817)                                                         |
| Фредерик, герцог Йоркский                                                         | 16 августа 1763  | 5 января 1827    | женат 1791 на принцессе Фредерике Прусской; детей нет                                                                             |
| Вильгельм, герцог Кларенс, впоследствии король Вильгельм IV                       | 21 августа 1765  | 20 июня 1837     | женат 1818 на Аделаиде Саксен-Мейнингенской; дети умерли во младенчестве; имел, кроме того, внебрачных детей (семья Фицкларенсов) |
| Шарлотта                                                                          | 29 сентября 1766 | 6 октября 1828   | замужем 1797 за Фридрихом I, королём Вюртемберга; единственная дочь умерла во младенчестве                                        |
| Эдуард Август, герцог Кентский                                                    | 2 ноября 1767    | 23 января 1820   | женат 1818 на Виктории Саксен-Кобург-Заальфельдской; одна дочь (королева Виктория)                                                |
| Августа София                                                                     | 8 ноября 1768    | 22 сентября 1840 | не замужем |
| Елизавета                                                                         | 22 мая 1770      | 10 января 1840   | замужем 1818 за ландграфом Фридрихом VI Гессен-Гомбургским; детей нет                                                             |
| Эрнст Август, герцог Камберлендский, впоследствии король Ганновера Эрнст-Август I | 5 июня 1771      | 18 ноября 1851   | женат 1815 на Фридерике Мекленбург-Стрелицкой; имел потомство                                                                     |
| Август Фредерик, герцог Сассекский                                                | 27 января 1773   | 21 апреля 1843   | имел потомство от морганатического брака с леди Августой Мюррей                                                                   |
| Адольф Фредерик, герцог Кембриджский                                              | 24 февраля 1774  | 8 июля 1850      | женат 1818 на Августе Гессен-Кассельской; имел потомство                                                                          |
| Мария                                                                             | 25 апреля 1776   | 30 апреля 1857   | замужем 1816 за Вильямом, герцогом Глостерским; детей нет                                                                         |
| София                                                                             | 3 ноября 1777    | 27 мая 1848      | не замужем, был внебрачный сын |
| Октавий                                                                           | 23 февраля 1779  | 3 мая 1783       | |
| Альфред                                                                           | 22 сентября 1780 | 20 августа 1782  | |
| Амелия                                                                            | 7 августа 1783   | 2 ноября 1810    | не замужем |

## Память

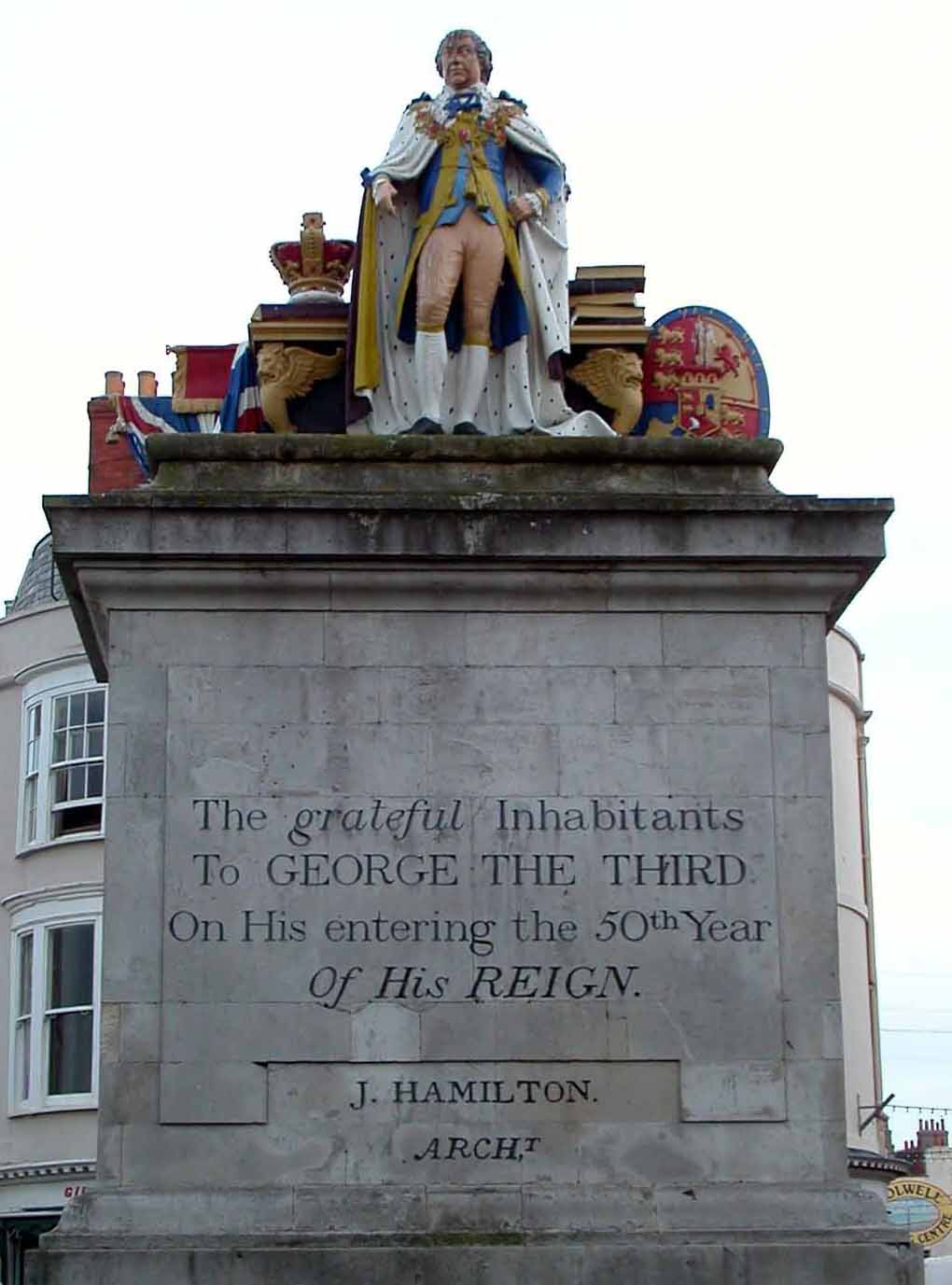
Памятник Георгу III в Уэймуте

- В его честь были названы город и округ в штате Южная Каролина, США[32].
- В английском городе Уэймут королю установлен оригинальный раскрашенный живописный памятник.
- В городе Бротон-ин-Фернесс установлен строгий обелиск в честь Георга III.

## Образ в кино
- 1924 — «Америка» (США) — Артур Дональдсон.
- 1934 — «Погоня за счастьем» (США) — Генри Моубрей
- 1939 — «Билль о правах» (США) — Олаф Хиттен.
- 1942 — «Молодой мистер Питт» — Рэймонд Ловелл.
- 1947 — «Миссис Фицгерберт» (Великобритания) — Фредерик Вальк; по роману Винифред Картер.
- 1954 — «Бо Браммел» (Великобритания, США) — Роберт Морли; по пьесе Клайда Фитча.
- 1959 — «Джон Пол Джонс» (США) — Эрик Полманн.
- 1975 — «Барри Линдон» (США, Великобритания) — Роджер Бут; по роману У. Теккерея.
- 1994 — «Безумие короля Георга» (Великобритания) — Найджел Хоторн.
- 2000 — комедия «Саботаж!» (Испания) — Робин Соанс.
- 2008 — «Джон Адамс» (США) — Том Холландер.
- 2015—2017 — «Поворот: Шпионы Вашингтона» (США) — Пол Рис.
- 2015 — «Джонатан Стрендж и мистер Норрелл» (Великобритания) — Эдвард Петербридж.
- 2016 — «Виндзоры» (Великобритания) — Пол Уайтхаус
- 2020 — телесериал «Бриджертоны» (США) — Джеймс Флит.
- 2023 — телесериал «Королева Шарлотта: История Бриджертонов» (США) — Кори Милкрист